# Federação Internacional de Críticos de Cinema
A Federação Internacional de Críticos de Cinema (em francês, Fédération Internationale de la Presse Cinématographique, conhecida pela sigla FIPRESCI) é uma organização que reúne críticos de cinema de todo o mundo.
Seus fundamentos foram lançados em Paris e Bruxelas, em 1925, quando jornalistas especializados em crítica cinematográfica criaram a Associação Profissional da Imprensa Cinematográfica. No ano seguinte, durante o Congresso de Cinema patrocinado pela Fundação Rotschild, um manifesto defendia a criação de uma entidade internacional. Mas a Fipresci só se estabeleceu de fato em 1930, em Bruxelas, por iniciativa de críticos belgas, franceses e italianos, reunidos no Congresso Internacional de Cinema.
Os esforços para constituir a entidade ao longo da década de 1930 foram interrompidos pela Segunda Guerra Mundial. Após o armistício, França e Bélgica retomaram a iniciativa, e a Fipresci voltou a se reunir durante o primeiro Festival de Cannes, em 1946, premiando como melhores filmes do evento Brief Encounter, de David Lean, e Farrabiques, de Georges Rouquier.

## Prêmio FIPRESCI
Atualmente a FIPRESCI participa de diversos festivais de cinema ao redor do mundo, premiando os melhores filmes de acordo com a crítica, com o objetivo de promover a arte cinematográfica e a indústria do cinema.
Alguns desses festivais são o Festival Internacional de Cinema de Berlim, o Festival de Cannes, o Festival Internacional de Cinema de Viena (Viennale), o Festival Internacional de Cinema de Toronto, o Festival de Cinema de Veneza, o Festival de Cinema de Varsóvia [en] e o Festival Internacional de Cinema de Kerala [en] (IFFK).
Desde 2006 oferece o prêmio de melhor filme latino-americano no Festival do Rio.